# Route commerciale des Varègues aux Grecs
La route commerciale des Varègues aux Grecs (biélorusse : Шлях з варагаў у грэкі, ukrainien : Шлях із варягів у греки (Chliakh iz variahiv ou hreky), russe : Путь из варяг в греки ; en suédois : Vägen från varjagerna till grekerna ; en grec moderne : Εμπορική Οδός Βαράγγων – Ελλήνων) reliait la Scandinavie, la Rous’ kiévienne et l’empire byzantin. Elle permit aux marchands varègues venant de Suède d’établir des liens directs avec Byzance et incita certains d’entre eux à s’établir le long de son parcours dans les pays qui sont aujourd’hui la Biélorussie, la Russie et l’Ukraine. Partant de la mer Baltique, la plus fréquentée conduisait au lac Ladoga, puis au lac Ilmen et, par une série de portages ou vololks, rejoignait le Dniepr jusqu’à la mer Noire. D'autres rejoignaient le Dniepr par la Dvina occidentale ou le Dniestr par la Vistule et le San.

## Description

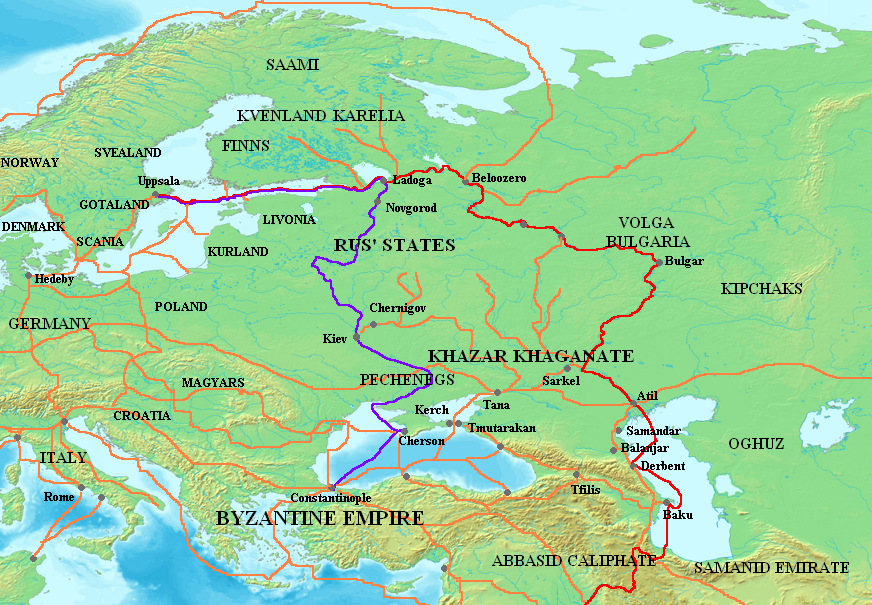
Carte montrant les principales routes commerciales varègues: la route de la Volga (en rouge) et les routes des Varègues aux Grecs (en violet). Les autres routes utilisées du VIIIe siècle au XIe siècle siècle sont en orange.

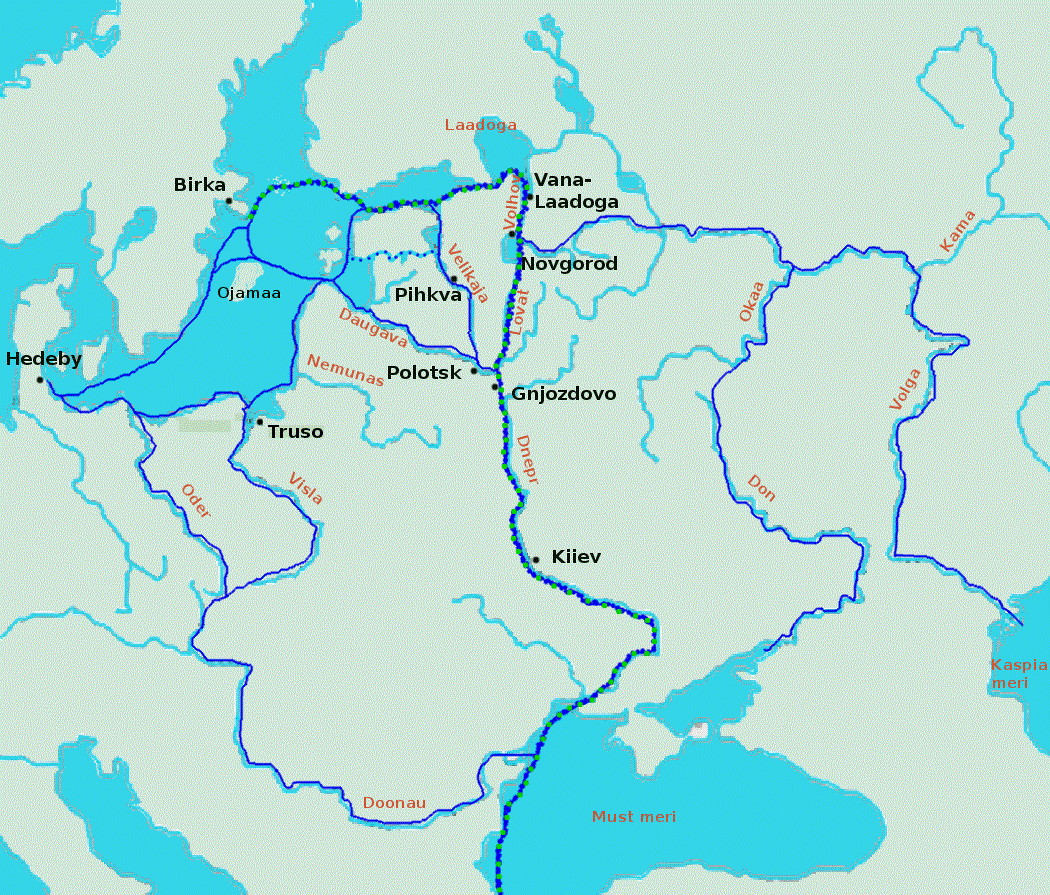
Passages fluviaux et non fluviaux d'après Marika Mägi (In Austrvegr: The Role of the Eastern Baltic in Viking Age Communication across the Baltic Sea, 2018).

La route la plus fréquentée partait de divers centres commerciaux de Scandinavie comme Birka, Hedeby et Gotland, traversait la mer Baltique, entrait dans le golfe de Finlande et suivait la Neva jusqu’au lac Ladoga. Elle suivait ensuite la rivière Volkhov, traversait les villes de Staraïa Ladoga et Veliki Novgorod, traversait le lac Ilmen pour remonter la rivière Lovat, la rivière Kunya et, peut-être, la rivière Serioja. De là un portage ou volok permettait d’atteindre la rivière Toropa et en aval le fleuve Dvina occidental (Daugava). De là, les navires remontaient la rivière Kasplia et, après un nouveau volok, la rivière Katyn, un affluent du Dniepr. Le long du Dniepr, les bateaux devaient franchir plusieurs rapides avant de rejoindre Kiev, entrer dans la mer Noire dont ils longeaient la côte occidentale avant d’arriver à Constantinople.

## Histoire
Cette route « des Varègues aux Grecs » est mentionnée pour la première fois dans La Chronique des temps passés, la plus ancienne chronique slave, mais elle était déjà connue des Byzantins au début du neuvième siècle, lesquels avaient noté l’arrivée d’un nouveau peuple dans cette région, les Varègues. Ce terme peut toutefois porter à confusion, car il est utilisé, selon les auteurs, dans trois sens différents : (1) il peut se référer spécifiquement aux Varègues, Vikings venus originellement de Suède et par la suite d’autres pays scandinaves ; (2) il peut inclure à la fois les Varègues et les Slaves orientaux habitant l’ouest et une partie de la Russie européenne centrale et dans ce cas les Varègues se voient inclus par divers auteurs parmi les Rous’ ; (3) il peut désigner le territoire occupé à la fois par ces Slaves orientaux et diverses tribus finnoises,.
La route fut probablement établie vers la fin du VIIIe siècle ou au début du IXe siècle alors que les explorateurs varègues, vivant de piraterie, étaient à la recherche de butin et d’esclaves. Elle gagna en importance du Xe au premier tiers du XIe siècle alors qu’elle était utilisée concurremment à la route commerciale de la Volga et à celle qui menait des Khazars chez diverses tribus germaniques. Elle devint la principale route commerciale une fois que les Rus’ de Kiev eurent soumis les Khazars et eurent conquis la capitale, Itil, en 969 et que la route de la Volga dut être abandonnée en raison de la fermeture des mines d’argent du califat abbasside entre 965 et 1015.
Selon Constantin VII, les Krievichs et autres tribus des environs de Kiev fabriquaient des « monoxyla » faits de troncs d’arbres évidés durant l’hiver qui pouvaient transporter de trente à quarante personnes qu’ils faisaient flotter au printemps le long du Dniepr jusqu’à Kiev où ils étaient vendus aux Varègues. Ceux-ci les gréaient pour un long voyage et y embarquaient leurs marchandises.
Les noms des villes citées dans les textes incluent Smolensk (Μιλινισκα), Liubech (Τελιουτζα), Chernihiv (Τζερνιγωγα), Vyshhorod (Βουσεγραδε), Vytachiv (Vitichev, Βιτετζεβη) et Kiev (Κια[ο]βα). Certains de ces noms avaient des équivalents en vieux norrois qui sont utilisés par Constantin, tel Novgorod (Νεμογαρδα) qui est le même que Hólmgarðr (‘Fort sur l’ile’) et Nýgarðr (‘Nouveau fort’) ; Kiev est aussi appelé Kœnugarðr (‘Fort aux bateaux’) ou Σαμβατας, qui peut venir du norvégien Sandbakki-áss (‘Crête du banc de sable’). Constantin Zuckermann suggère cependant une étymologie plus simple, à partir des racines turques (khazar) sam et bat (littéralement « haute forteresse ». La pierre runique N. 62 conserve le nom de Vitaholmr (« L’ilot de démarcation ») pour Vytachiv.

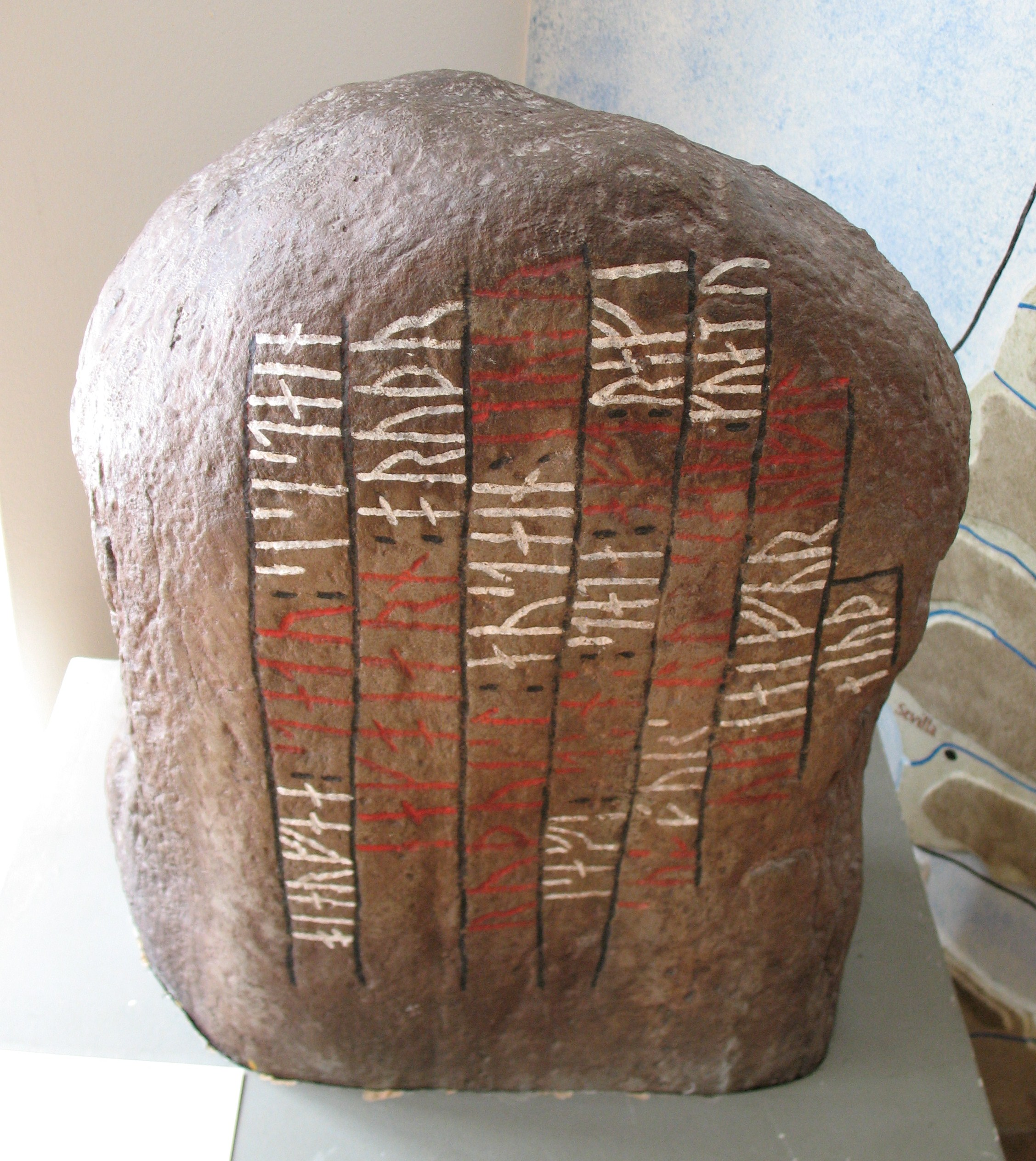
Copie de la pierre runique G 280 relatant une noyade dans le Dniepr.

Au sud d’Ekaterinoslav sur le Dniepr, les Varègues devaient faire face à d’imposantes chutes (Порогн[Quoi ?] = « seuils ») qui soit s’étendaient sur toute la largeur de la rivière ou (эаъоръі[Quoi ?] = « barrières »), soit n’en chevauchaient qu’une partie. Il y avait ainsi onze « seuils » et six « barrières » sur une distance de 66 kilomètres où étaient souvent embusqués les nomades petchenègues. Ces rapides sont maintenant disparus après la construction d’une série de bassins entre les années 1950 et 1970.
Dans le De administrando imperii, Constantin donne le nom de ces seuils et barrières à la fois en ρωσιστί (litt. « en russe », c.à.d. en vieux norrois) et en σκλαβιστί (litt. « en slave », c.à.d. en slavon):
| Modern                                   | Slavonic                                                 | Norse                                     |
| ---------------------------------------- | -------------------------------------------------------- | ----------------------------------------- |
|                                          | Ne sǔpi, ‘Ne dormez pas’ (Εσσουπη)                       | Sof eigi, ‘Ne dormez pas’                 |
| Surskij, ‘La difficile’; Lochanskij      | Ostrovǐnyj pragǔ, ‘La chute de l’ile’ (Οστροβουνιπραχ)   | Holmfors, ‘La chute de l’ile’ (Ουλβορσι)  |
| Zvonets(kij), ‘Bévue’                    |                                                          | Gellandi, ‘Ramer’ (Γελανδρι)              |
| Nenasytets(kij), ‘Insatiable’            | Nejasytǐ, ‘pélican (qui a fait son nid là)’ (Νεασητ)     | Eyforr, ‘toujours violent’ (Αειφορ)       |
| Volnyj, Volninskij, ‘[place] des vagues’ | Vlǔnǐnyj pragǔ, ‘chute des vagues’ (Βουλνηπραχ)          | Bárufors, ‘chute des vagues’ (Βαρουφορος) |
| Tavolzhanskij                            | Vǐruchi, ‘riant (ref. le bruit de l’eau)’ (Βερουτζη)     | Hlæjandi, ‘raint’ (Λεαντι)                |
| Lishnij, ‘superflu’                      | Naprjazi?, ‘tordu; tendu?’ (Ναπρεζη); Na bǔrzǔ?, ‘vite?’ | Strukum, ‘[aux] rapides’ (Στρουκουν)      |

Passés les rapides, les marchands varègues devaient franchir un passage étroit et pierreux appelé Gué du Vrar (en russe : Kraryskaya = traversée), lieu où les Petchenègues tendaient souvent des embuscades. Ils s’arrêtaient ensuite à l’île Saint-Georges où ils se reposaient et rendaient grâce aux dieux de leur avoir permis de franchir le territoire petchenègue. Ils gréaient ensuite leurs navires de voiles dans l’estuaire du Dniepr et continuaient à naviguer en longeant la côte de la mer Noire.
A Varna et à Mesembria avant d’atteindre leur but, Constantinople (en slavon : Tsargrad, en vieux norrois : Miklagarðr) où, par traité, ils pouvaient amarrer leurs navires et prendre leurs quartiers près du monastère de Saint-Mamas.
Quelques traces du passage des Varègues au bord de la mer Noire ont été trouvés aux églises rupestres de Basarabi‐Murfatlar en Roumanie : plusieurs graffiti, parmi lesquels des croix, quelques silhouettes humaines stylisées, et un bateau ʺscandinaveʺ,
Aux termes du traité de 907 signé entre Léon VI et Oleg, les Byzantins payaient une somme fixe aux marchands qui vendaient les biens du grand prince russe et leur fournissaient le logement pour une durée de six mois. Ils considéraient ce paiement « ex gratia » comme une façon de protéger leur frontière nord-ouest des pillards en plus de leur permettre de recruter des soldats dans leur armée ; les Varègues pour leur part y voyaient une sorte de tribut qui devait leur être payé annuellement. Cette différence d’interprétation fut source de conflits et conduisit à un nouveau traité entre Constantin VII et Igor en 945.
La route commerciale des Varègues aux Grecs était reliée à d’autres voies navigables d’Europe de l’Est comme celle des rivières Pripyat et Bug qui, en passant par l’Ukraine, la Biélorussie et la Pologne conduisait en Europe de l’Ouest ainsi que la route commerciale de la Volga qui descendait ce fleuve jusqu’à la mer Caspienne. Une autre possibilité était d’emprunter le Dniepr et ensuite la rivière Usyazh-Buk en direction de Lukoml et Polotsk.
Cette route servait au transport de diverses marchandises. De l’empire byzantin, les Varègues rapportaient du vin, des épices, des bijoux, du verre, des étoffes précieuses, des icônes et des livres. Kiev était un lieu d’échange pour le pain, les objets artisanaux, les monnaies d’argent, etc. À Volhyn on vendait des rouets et autres produits. La Scandinavie fournissait des armes et autres objets artisanaux. Le nord de la Russie fournissait du bois, des fourrures, du miel et de la cire, alors que les tribus baltes vendaient de l’ambre.
À partir de la deuxième moitié du XIe siècle, les croisades devaient permettre l’ouverture de routes florissantes entre l’Europe et l’Orient grâce aux États latins qui s’installèrent au Levant. La Russie avait alors développé de solides liens commerciaux avec l’Europe de telle sorte que la route des Varègues aux Grecs perdit progressivement son importance.

## Dans la culture
Le groupe de métal Turisas a consacré un de ses albums à ces routes commerciales : The Varangian Way.

### Note
1. ↑  Voir article Guerre entre Rus' et Byzantins (941)

### Sources primaires
- Anonyme. La chronique des temps passés. Aussi appelée Chronique de Nestor :
  - La chronique de Nestor Volume 1, traduction en français de 1834 (Manuscrit dit de Koenigsberg) (lire en ligne).
  - La chronique de Nestor Volume 2, traduction en français de 1835 (lire en ligne)
- Constantin VII Porphyrogenète. De administrando imperio. [en ligne] lire en ligne

### Sources secondaires
- Benedikz, Benedikt S. (rewritten by), Blöndal, Sigfus (first author). The Varangians of Byzantium. Cambridge, Cambridge University Press. 1978, 1981 & (present version) 2007.  (ISBN 978-0-521-03552-1).
- Brønsted, Johannes. The Vikings. London, Penguin Books, 1965.  (ISBN 978-014-020459-9).
- Entwistle, J.W. & A. Morison. Tussian and the Slavonic Languages. Faber & Faber, 1949 and 1969.
- Haywood, John. The Penguin Historical Atlas of the Vikings. London, Penguin Books, 1995.  (ISBN 978-0-140-51328-8). (Moins utile pour son texte que pour les cartes qu’il contient).
- Heller, Michel. Histoire de la Russie et de son empire, Paris, Flammarion, 2009 (1re éd. Plon, 1997)  (ISBN 978-2-081-23533-5).
- Kondratieva, Tamra. La Russie ancienne, Paris, Presses universitaires de France, coll. « Que sais-je ? », 1996  (ISBN 2-130-47722-4).
- Obolensky, Dimitri. The Byzantine Commonwealth, Eastern Europe 500-1453. London, Phoenix Press, 1971.  (ISBN 1-84212-019-0).
- Sorlin, I. “Voies commerciales, villes et peuplement de la Rusia au Xe siècle d’après le De administrando imperio de Constantin Porphyrogénète » dans Les centres proto-urbains russes entre Scandinavie, Byzance et Orient, éditée par M. Kazanski, D. Nercessian, C. Zuckermann. Publication Réalités byzantines 7, Paris, 2000.
- Vasiliev, A.A. The Second Russian Attack on Constantinople in 860. Dumbarton Oaks Papers, 6, 1951[on line] http://rbedrosian.com/Byz/Vasiliev_1951_Rus_Attack_Const.pdf